# La Estafeta Literaria
La Estafeta Literaria (en la seva última època Nueva Estafeta) va ser una revista cultural espanyola de periodicitat setmanal que va començar a publicar-se en 1944 i va desaparèixer en 2001. Durant la major part de la seva existència va tenir les seves oficines en la Gran Via madrilenya.

## Història
Va començar a publicar-se en 1944 conduïda per Juan Aparicio López (com a director de la Delegació Nacional de Premsa, període inicial que només va durar dos anys i que imitava el format estètic i propagandístic de La Gaceta Literaria d'Ernesto Giménez Caballero.
Entre 1953 i 1965 passa a dirigir-la el poeta Luis Rosales, que és posteriorment continua amb el nou marxamo de Nueva estafeta (1978-1982). Després d'una dècada d'interval, va aparèixer de nou en una nova edició entre abril de 1956 i juliol de 1957, dirigida per Luis Jiménez Sutil i interrompuda per la seva mort. Un nou buit de tres mesos donaria pas al 'període daurat' de La Estafeta Literaria, amb el poeta Rafael Morales com a director al llarg de vint anys, a partir de novembre de 1957. Morales va reduir el format, va limitar seccions, va augmentar paginado i va renovar la línia editorial. Superats els anys de persecució i venjança oficial, encara que sense oblidar els fonaments de l'“Espanya eterna”, el ventall cultural de la revista es va sumar a la política de tebi oberturisme, donant entrada a les lletres foranes i guanyant així un nivell internacional de credibilitat. Entre els que van ajudar Morales pot esmentar-se Juli Manegat i Pérez o Luis Jiménez Martos.
En les etapes següent va anar augmentant discreta i progressivament la qualitat de la revista; així amb la direcció de Luis Ponce de León entre 1962 i 1968 (en la seva quarta etapa), al qual va rellevar Ramón Solís, dirigint-la fins a 1978. Amb Solís (en un temps president de l'Ateneu de Madrid) es van afirmar en la redacció personalitats tan diverses com Juan Emilio Aragonés com a subdirector, càrrec que ja ocupava en l'etapa de Ponce de Lleó, i crític teatral, Eladio Cabañero, Leopoldo Azancot i el poeta Manuel Ríos Ruiz, aquest últim, gadità com Solís, en qualitat de secretari de la publicació però com a autèntic editor executiu. Paradoxalment la popularitat i reclam comercial de la Estafeta en aquest període l'aconsegueix el seu ampli espai dedicat a informació sobre convocatòries i fallades de premis literaris.
Al desembre de 1978, Luis Rosales, nou director 'per al canvi', aconsegueix un considerable augment de pressupost i posa en marxa la Nueva Estafeta, amb un format de major estètica i qualitat. Però la font de la Transició espanyola es va esgotar per a la Estafeta en 1983 i va concloure la seva sisena època. Només catorze anys després, en 1997, el que durant molts anys havia estat el seu autèntic editor i secretari, Manuel Ríos Ruiz, va recuperar el nom amb una modesta edició que va durar fins a 2001.